# Шлагер, Александр
Александер Шлагер (нем. Alexander Schlager; родился 1 февраля 1996 года в Зальцбурге, Австрия) — австрийский футболист, вратарь клуба «Ред Булл Зальцбург» и сборной Австрии. Участник чемпионата Европы 2020 года.

## Клубная карьера

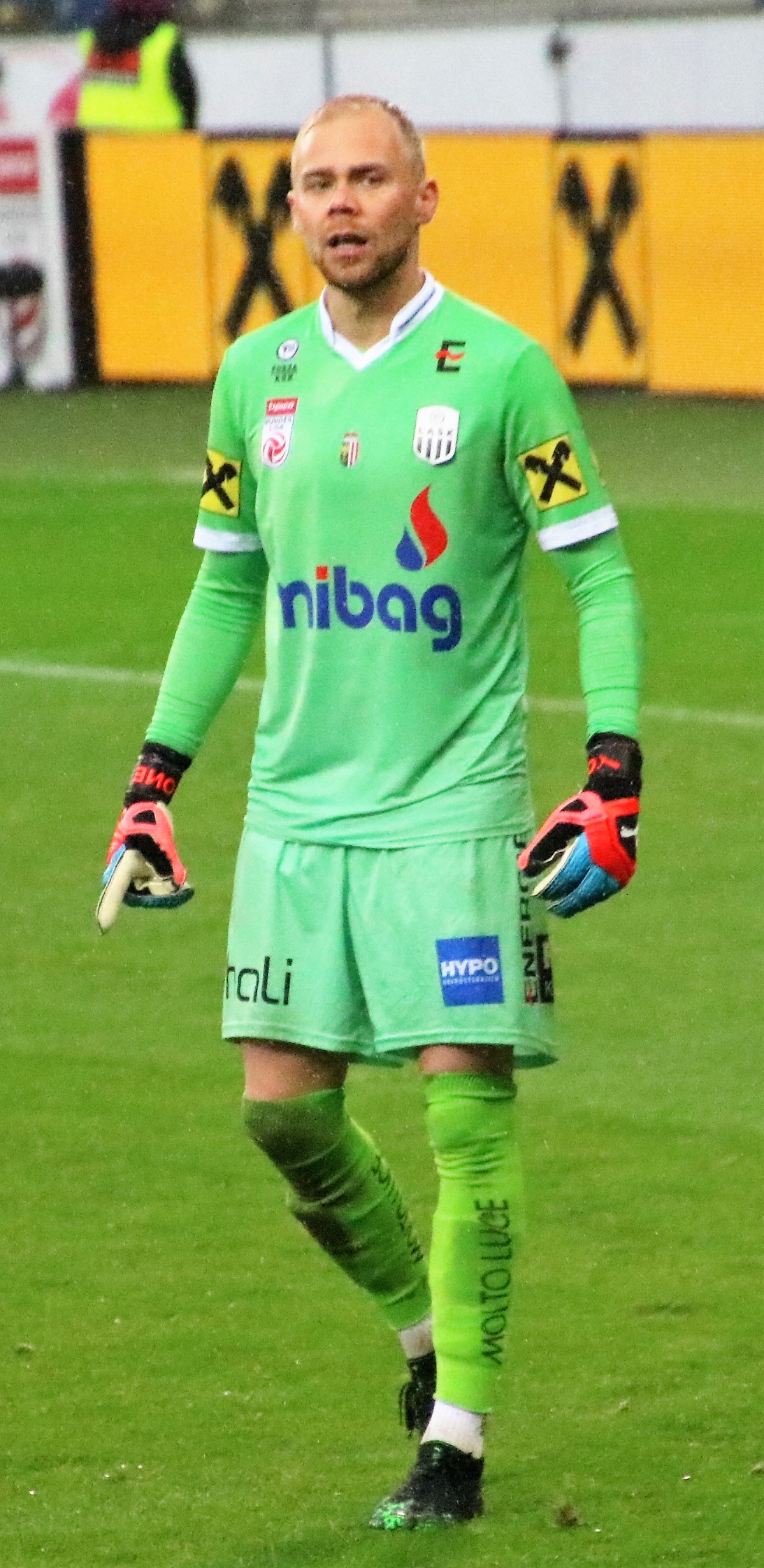
Шлагер в составе клуба ЛАСК

Шлагер — воспитанник клуба «Ред Булл Зальцбург» из своего родного города. Из-за высокой конкуренции он не смог дебютировать за основной состав и даже за фарм-клуб «Лиферинг». В 2014 году Александер был арендован немецким «РБ Лейпциг». Летом 2015 года Шлагер на правах аренды перешёл в «Грёдинг». 25 июля в матче против «Альтах» он дебютировал в австрийской Бундеслиге за основной состав.
Летом 2016 году Шлагер был арендован клубом «Флоридсдорф». 29 июля в матче против «Ваттенса» он дебютировал за новую команду.
Летом 2017 года Шлагер подписал контракт с клубом ЛАСК, где в начале выступал в фарм-клубе «Юниорс», для получения игровой практики. 27 мая 2018 года в матче против «Маттерсбурга» он дебютировал за новую команду.

## Международная карьера
В 2013 году в составе юношеской сборной Австрии Шлагер принял участие в чемпионате Европы в Словакии. На турнире он сыграл в матчах против команд Словакии, Швеции и Швейцарии. В том же году Александр принял участие в юношеском чемпионате мира в ОАЭ. На турнире он сыграл в матчах против команд Канады, Аргентины и Ирана.
В 2015 году Шлагер в составе юношеской сборной Австрии принял участие в юношеском чемпионате Европы в Греции. На турнире он сыграл в матчах против команд Греции, Франции.
16 ноября 2019 года в отборочном матче чемпионата Европы 2020 против сборной Северной Македонии Шлагер дебютировал за сборную Австрии. В 2021 году Шлагер принял участие в чемпионате Европы. На турнире он сыграл был запасным и на поле не вышел.